# گورستان دمب پیشین ۱
قبرستان دمب پیشین ۱ مربوط به سده‌های اولیه دوران‌های تاریخی پس از اسلام است و در شهرستان سرباز، بخش پیشین، دهستان پیشین، روستای پیشین واقع شده و این اثر در تاریخ ۲۷ اسفند ۱۳۸۷ با شمارهٔ ثبت ۲۶۲۲۴ به‌عنوان یکی از آثار ملی ایران به ثبت رسیده است.